# Crumb rubber

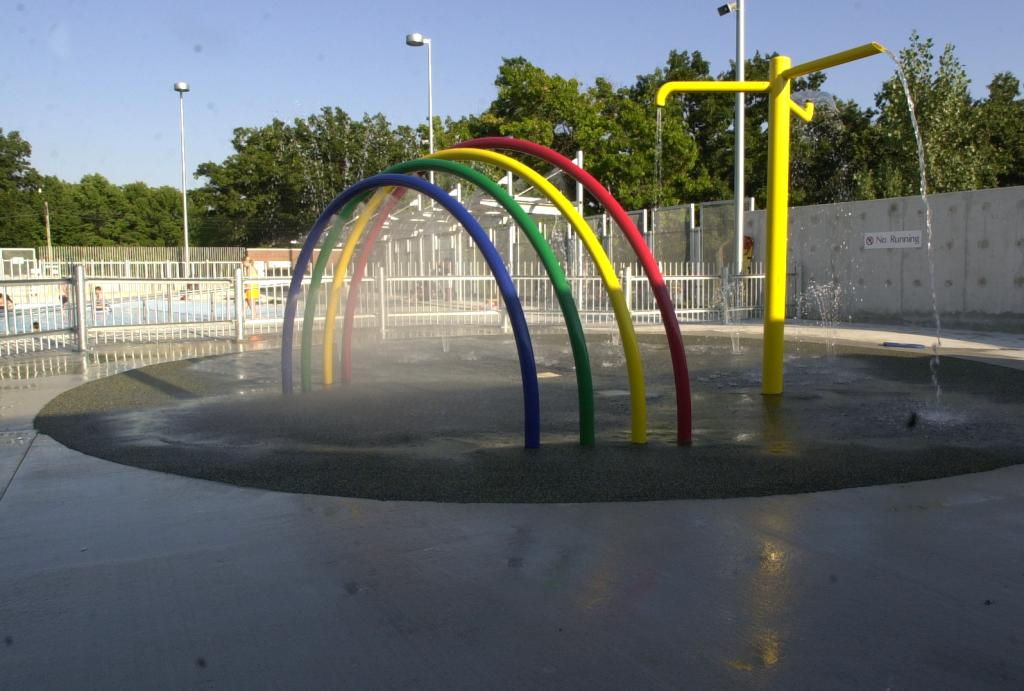
Recobriment Crumb rubber en les platges urbanes a High Park, Toronto.

Crumb rubber està compost de cautxú reciclat de pneumàtics de cotxe vells. Durant el procés de reciclatge l'acer n'és extret, deixant el catxú amb una consistència granular. Després es processen amb un granulador amb l'ajuda de cryogenics per reduir la mida de les partícules encara més.
Aquestes són classificades per mida i altres criteris, com pot ser color (només negre o blanc i negre).
Sovint és utilitzat com a amortitzant per camps de gespa artificial, com el Astroturf.
L'ús més gran que té el crumb rubber als estats units és per l'asfalt de goma. S'utilitzen aproximadament 100 milions de kg a l'any, que són aproximadament 12 milions de pneumàtics. Generalment l'asfalt de goma s'utilitza per recobrir terres de parcs infantils, i superfícies per fer esport com pistes d'atletisme.
El procés de reciclatge de pneumàtics comença en una gran planta de reciclatge que agafa pneumàtics de qualsevol mida per transformar-lo en crumb rubber. A part de produir un material útil i innovador resol el problema de pneumàtics vells acumulant-se a les deixalleries i als abocadors.